# Henry Geary

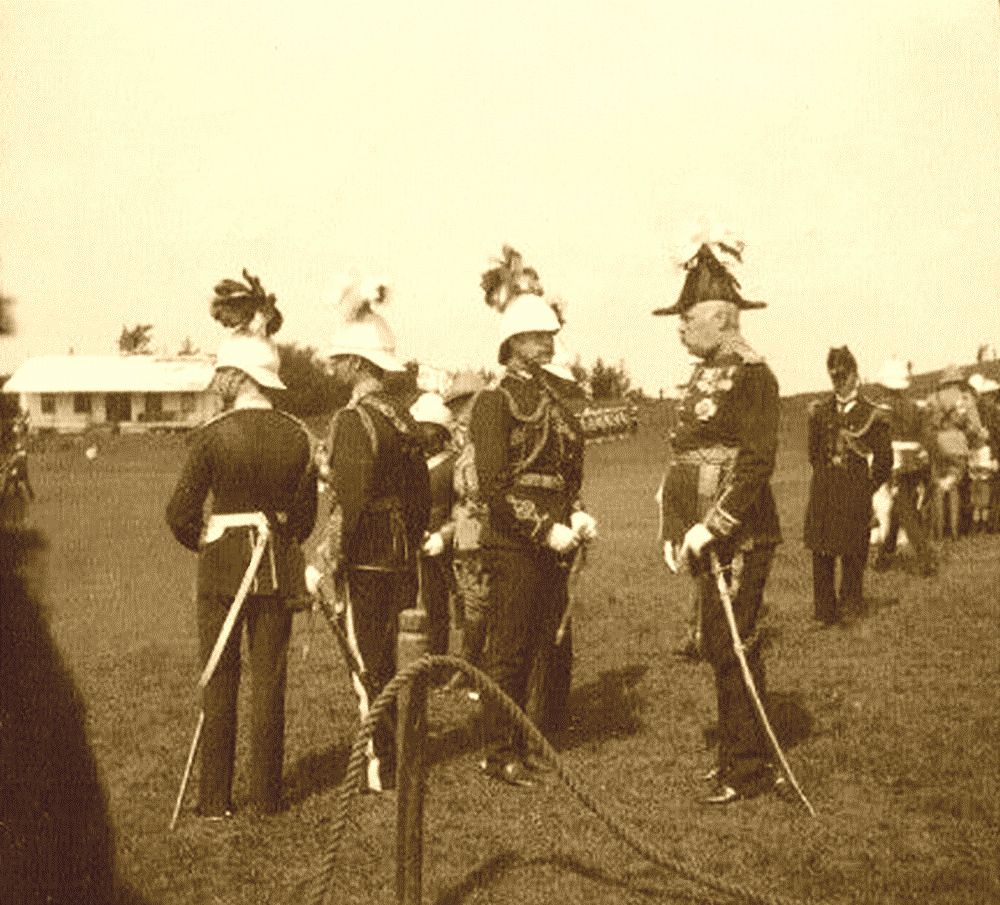
Generalleutnant Sir Henry Geary (2.v.r.) bei einer Ordensverleihung (1902)

Sir Henry le Guay Geary, KCB (* 29. April 1837; † 31. Juli 1918) war ein britischer Offizier, der zuletzt Generalleutnant der British Army sowie zwischen 1902 und 1904 Gouverneur von Bermuda war.

## Leben
Henry le Guay Geary, Sohn von Frederick Augustus Geary und Anne Soulsby, absolvierte ein Offiziersausbildung an der Royal Military Academy Woolwich und wurde nach deren Abschluss als Second Lieutenant in die Royal Artillery übernommen. Er fand in den folgenden Jahren zahlreiche Verwendungen als Offizier sowie Stabsoffizier und nahm am Krimkrieg (1853 bis 1856), am Indischen Aufstand von 1857 und der Äthiopienexpedition von 1868 teil. Im April 1890 wurde er als Major-General Kommandeur der Artillerietruppe des Militärbezirks Süd (Commanding Royal Artillery, Southern Distict) und bekleidete diese Funktion bis April 1895. Für seine Verdienste wurde er 1891 zum Companion des Order of the Bath (CB) ernannt. Im Anschluss wurde er als Lieutenant-General im September 1895 Kommandeur des Militärbezirks Belfast (General Officer Commanding, Belfast District) und verblieb in diesem Kommando bis März 1899. Er war daraufhin zwischen März 1899 und Januar 1902 als President of Ordnance Committee Vorsitzender des Ausschusses für die technische Truppe, Nachschub, Versorgung und die Artillerie der British Army. Für seine Verdienste in dieser Funktion wurde er 1900 als Knight Commander des Order of St Michael and St George (KCMG) geadelt, so dass er fortan das Prädikat „Sir“ führte.
Im April 1902 übernahm Sir Henry Geary von Generalleutnant Sir George Digby Barker das Amt als Gouverneur von Bermuda. Er war zugleich Oberkommandierender der dortigen britischen Truppen (Commander-in-Chief, Bermuda Garrison) und bekleidete diese Funktionen bis April 1902, woraufhin Generalleutnant Sir Robert MacGregor Stewart ihn ablöste. Er bekleidete zeitweise auch das Ehrenamt als Oberstkommandant der Artillerie (Colonel Commandant of the Royal Artillery). Er heiratete 1865 Sophia Mary Symes.